# Fire + Ice

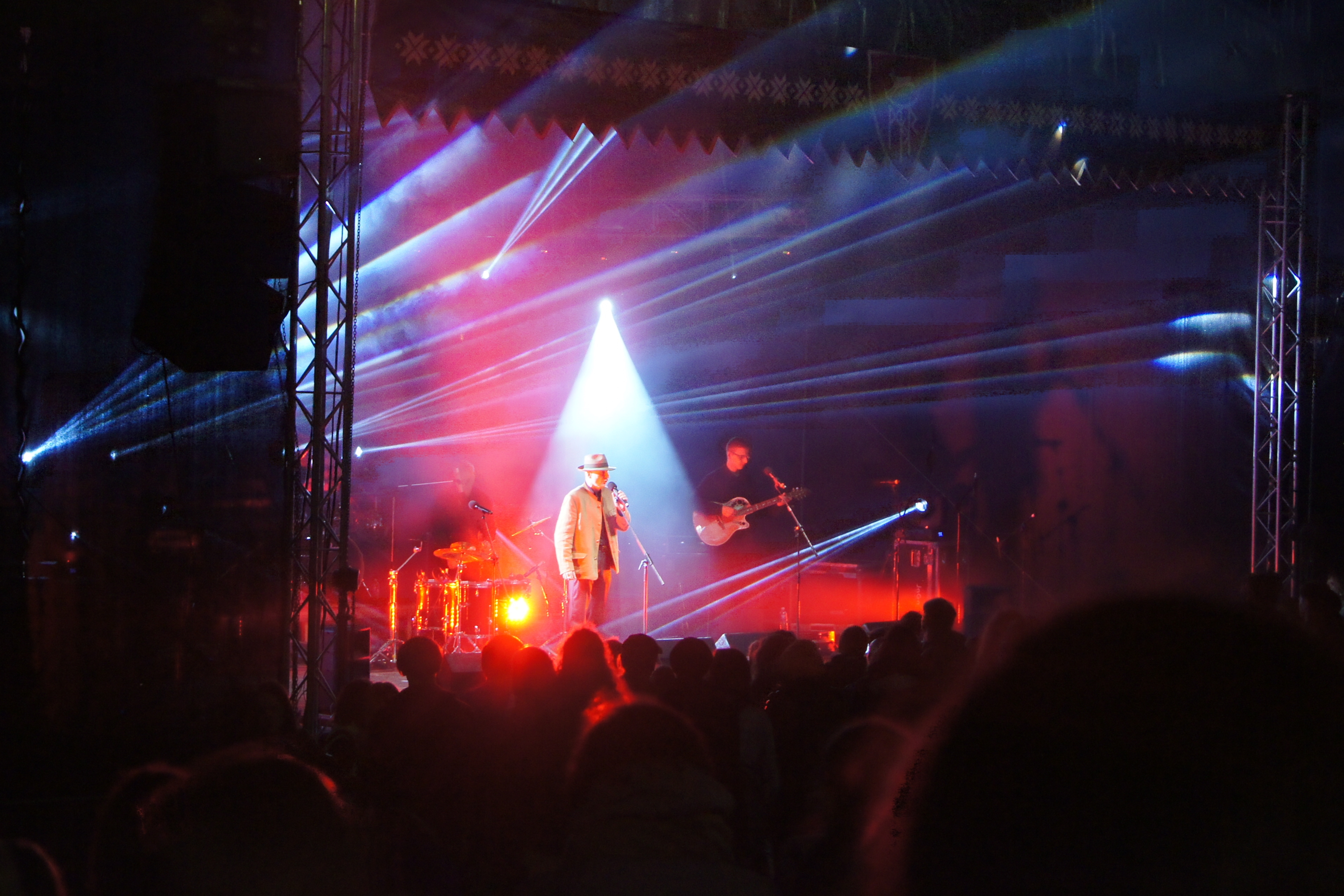
I Fire + Ice dal vivo al Festival Mėnuo Juodaragis XVI, 2013

Fire + Ice è un progetto musicale neofolk del musicista inglese Ian Read, unico membro fisso del progetto. La band è considerata una delle formazioni storiche e più influenti della scena neofolk.

## Storia
I Fire + Ice si unirono nel 1991 dopo che diversi membri del gruppo suonavano da anni nei Sol Invictus.  Come viene dichiarato nel loro sito, "L'insensibilità della moderna società consumistica rovina la vita a molti. FIRE + ICE prende la purezza e la filosofia della musica antica la fonde in un messaggio fragrante dei semi dell'onore, della verità, della lealtà con il vincolo della vera amicizia "
La musica riflette gli interessi di Read sulla magia, sulle rune, sul Rinascimento, sul Medioevo, sulla Mitologia nordica e su altri argomenti esoterici. 
Alcune altre persone che apparirono negli album dei Fire + Ice sono: Simon Norris, Michael Cashmore, Michael Moynihan, Annabel Lee, Joseph Budenholzer, Joolie Wood, Mathew Butler, Douglas Pearce e Freya Aswynn.

## Discografia

### Album in studio
| Anno | Titolo            | Formato | Etichetta               |
| ---- | ----------------- | ------- | ----------------------- |
| 1992 | Gilded By The Sun | CD      | New European Recordings |
| 1994 | Hollow Ways       | CD      | Asafoetida              |
| 1995 | Midwinter Fires   | CD      | Asafoetida              |
| 1996 | Rûna              | CD      | Fremdheit               |
| 2000 | Birdking          | CD      | Fremdheit               |
| 2012 | Fractured Man     | CD      | Fremdheit               |

### Singoli e EP
| Anno | Titolo                                   | Formato                    | Etichetta |
| ---- | ---------------------------------------- | -------------------------- | --------- |
| 1993 | Blood On The Snow                        | CD                         | Fremdheit |
| 1996 | Reyn Again                               | 7"                         | Fremdheit |
| 2000 | We Said Destroy                          | Split 7" con Death In June | Fremdheit |
| 2016 | Jubal And Tubal Cain / The Two Magicians | Split 7" con Knotwork      | Autre Que |
| 2018 | Wanderer                                 | 10"                        | Autre Que |

### Compilation
| Anno | Titolo                          | Formato                    | Etichetta          |
| ---- | ------------------------------- | -------------------------- | ------------------ |
| 1996 | The Pact: Flying In The Face... | CD                         | Fremdheit          |
| 1998 | The Nitha Fields                | CD                         | Ultra Records      |
| 1998 | Seasons Of Ice                  | CD                         | Fremdheit          |
| 2000 | The Pact: ...Of The Gods        | CD                         | Fremdheit          |
| 2004 | Tyr II                          | CD included with magazine. | Ultra              |
| 2005 | Looking For Europe              | 4xCD set.                  | Auerbach Tonträger |
| 2006 | North Country                   | CD                         | Fremdheit          |

### Album dal vivo
| Anno | Titolo                       | Formato                       | Etichetta           |
| ---- | ---------------------------- | ----------------------------- | ------------------- |
| 1992 | Live At Hammersmith          | VHS                           | Chaos International |
| 1994 | California Daze              | Live CD con Charlie MacGowan. | Discordia           |
| 1995 | Live At The Hollywood Moguls | VHS                           | Fremdheit           |
| 2014 | Deo Endovellico Sacrum       | 12"                           | Pesanta             |